# چارباغتی
چارباغتی (قزاقی: Шарбақты، شارباقتى) یک شهرک در قزاقستان است که در استان پاولودار واقع شده است. چارباغتی ۸۹۴۵ نفر جمعیت دارد.

## وجه تسمیه
نام این شهرستان، متشکل از واژهٔ قزاقی شارباق (قزاقی: Шарбақ، شارباق)، معادل «چهارباغ» در فارسی، و پسوند ترکی «ـلو» (البته متحول شده به «ـتی» دلیل قانون «همگونی صامت‌ها» در آن زبان) است، به معنی «منطقهٔ دارای چهارباغ».